# Утака, Джон
Джон Чуквуди Утака (англ. John Chukwudi Utaka; 8 января 1982, Энугу, Нигерия) — нигерийский футболист, игравший на позиции нападающего. Бронзовый призёр Кубка африканских наций 2004 и 2006 года и участник чемпионатов мира 2002 и 2010 годов в составе сборной Нигерии. Его младший брат Питер Утака также профессиональный футболист.

## Биография

### Клубная карьера
Начал выступать за клуб «Энугу Рейнджерс», позже успешно играл за «Аль-Мокавлун аль-Араб», «Исмаили», «Ас-Садд». В 2002 году перешёл во французский клуб «Ланс». Летом 2005 года был куплен «Ренном» за 6 млн евро. В июне 2007 года подписал контракт с английским «Портсмутом», он был куплен за 10 млн евро. 17 мая 2008 года «Портсмут» выиграл Кубок Англии, (1:0) победив «Кардифф Сити», а Джон Утака отдал результативную передачу на Нванкво Кану.
В январе 2011 года, спустя три с половиной года, Джон Утака вернулся во Францию. Его трансфер обошёлся «Монпелье» в 500 тысяч евро.

### Карьера в сборной
В составе сборной Нигерии играл на чемпионате мира 2002, Кубке африканских наций 2006 и 2008. Всего за сборную сыграл 47 матчей и забил 6 мячей.

## Достижения
- Обладатель Кубка Англии: 2007/08
- Чемпион Франции: 2011/12